# Olaf Scheel
Olaf Scheel, född den 1 oktober 1875 i Kristiania, död den 27 december 1942, var en norsk läkare.
Scheel blev 1903 praktiserande läkare i Kristiania (Oslo) och 1910 universitetsstipendiat i internmedicin. Han blev 1915 överläkare vid Ullevåls sjukhus (Oslo), där han som chef för medicinkliniken var särskilt engagerad till forskningen av TBC. Han var under åren 1919–1941 docent i klinisk medicin vid Oslo Universitet. Scheel publicerade ett 100-tal medicinska artiklar i många medicinska ämnen, men gradvis fokuserade han alltmer på tuberkulosen, och många av hans arbeten blev publicerade i kända internationella tidskrifter. Doktorsavhandlingen Der Klinische Blutdruck utgavs 1912. Patologisch-anatomische Untersuchungen über akute Poliomyelitis utgavs 1907 tillsammans med Francis Harbitz. Scheel blev 1937 ordförande i Det Norske Medicinske Selskab och även medlem av Norges Vetenskapsakademi (Det Norske Videnskapsakademi) där han också var ordförande i dess naturvetenskapliga gren. Han var internationellt erkänd och erhöll ett flertal utmärkelser, bland annat Officersgraden av den Franska Hederslegionen.
Scheel var son till läkaren Axel Christen Scheel (1837–1900) och dennes hustru Valborg Rørdam (1847–1893). Han gifte sig 1902 med Johanna (Jo) Sofie Nissen (1876–1956), dotter till arkitekten Henrik Nissen. Olafs bror Arne Scheel (1872–1943) var diplomat och som befullmäktigad minister (Ministre Plénipotentiaire) Norges siste ambassadör i Berlin före den tyska ockupationen 1940.
Släkten Scheel i Norge härstammar från den danske generallöjtnanten Hans Heinrich Scheel (1668–1738) vars son generalmajor Hans Jacob Scheel (1714–1774) inkom till Norge där han bland annat innehade Frogner Gaard (Oslo). Flera av släktens medlemmar har varit eller är verksamma som läkare, bland annat sonen Axel Christen Scheel (1905–1953), en yngre Olaf Scheel, sedan 2010 chefsöverläkare i klinisk mikrobiologi vid Regionshospitalet Viborg (Danmark), Sergej Ditlev Scheel, överläkare vid Thoraxcentrum i Blekinge, Henning Ditlev F. Scheel (Värnamo), Alexander Scheel-Exner (Kalmar), Arne Scheel (Förde, Norge, senere bydelsoverlege Frogner, Oslo), Ellen Ingvaldsen Scheel (Oslo, Norge) m.fl. Bland Olaf Scheels i modern tid framträdande släktingar kan nämnas hans två svenska sysslingar generalen och arméchefen greve Carl August Ehrensvärd (1892–1974) samt generalen och arméchefen greve Archibald Douglas (1883–1960).